# 政治经济学批判
《政治经济学批判》（德語：Zur Kritik der Politischen Ökonomie）是卡尔·马克思公开发表的第一部政治经济学著作。写成于1857～1858年，1859年6月由柏林敦克尔出版社出版。该书主要分析资本主义和货币数量理论， 批评当时资本主义的主要学者——当时称为政治经济学家，现在通常被称为古典经济学家，如亚当·斯密和大卫·李嘉图的著作。

## 意义
大部分内容后来被马克思纳入他的巨著《资本论》（第一卷）。而且该著一般被认为在马克思的著作中占有次要地位。但是，这并不适用于批判的《序言》。《序言》包含了马克思主要理论之一的第一个连贯叙述：唯物史观及其相关的“经济基础和上层建筑”社会模式，它将人类社会发展划分为决定其形式的经济技术“基础”和决定政治意识形态的“上层建筑”。 简而言之，这就是经济因素——人们生产生活必需品的方式——对一个社会可以拥有的政治和意识形态的规定：
人们在自己生活的社会生产中发生一定的、必然的、不以他们的意志为转移的关系，即同他们的物质生产力的一定发展阶段相适合的生产关系。这些生产关系的总和构成社会的经济结构，即有法律的和政治的上层建筑坚立其上并有一定的社会意识形式与之相适应的现实基础。物质生活的生产方式制约着整个社会生活、政治生活和精神生活的过程。不是人们的意识决定人们的存在，相反，是人们的社会存在决定人们的意识。

## 版本
莫里斯·多布编辑的英文版于1979年于伦敦出版。